# Guillermo González Mosquera
Guillermo Alberto González Mosquera (Popayán, 12 de febrero de 1941 - Popayán, 5 de agosto de 2021) fue un ingeniero civil y político colombiano, miembro del Partido Liberal Colombiano.
González fue rector de la Universidad del Cauca entre 1968 a 1971, centro de estudios ligado a su familia materna.
En 1997 se desempeñó como ministro de Defensa por designación del presidente Ernesto Samper. En 2007 fue elegido gobernador del departamento del Cauca.

## Cargos públicos
- Ministro de Defensa Nacional
- Ministro de Trabajo
- Viceministro de Educación
- Embajador de Colombia en Brasil
- Embajador de Colombia en Venezuela
- Embajador de Colombia ante Naciones Unidas
- Senador de la República
- Representante a la Cámara
- Secretario de Asuntos Agrarios del Partido Liberal.
- Presidente de la comisión de Diálogo Nacional en el Gobierno de Belisario Betancur Cuartas.
- Miembro de la Comisión Nacional de Paz en el Gobierno de Julio César Turbay.
- Secretario de Obras Públicas Departamentales.
- Director Nacional de Acción Comunal. (1971-1972)
- Presidente del Banco Caja Agraria. (1978-1982)
- Presidente del Banco del Estado. (1983)
- Viceministro de Educación Nacional. (1972-1973)
- Presidente y fundador del Congreso Gastronómico de Popayán